# Kletterschein
Als Kletterschein werden verschiedene, sich ähnelnde Qualifikationsnachweise für Sportkletterer bezeichnet, die vom Österreichischen Alpenverein (ÖAV), dem Alpenverein Südtirol (AVS), dem Deutschen Alpenverein (DAV) und den Naturfreunden Deutschlands ausgegeben werden. Das Konzept Kletterschein besteht beim ÖAV, AVS, DAV und den Naturfreunden aus drei aufeinander aufbauenden Scheinen, als Nachweis für den Besitzer, dass er die für diesen Schein typischen Regeln und Techniken des Sicherns und sicheren Kletterns beherrscht.
Der ÖAV führte 1999 als erster Alpenverein den damals vierstufigen Kletterschein mit den Stufen Mini, Spider, Allround und Expert ein. Diese wurden 2004 umgewandelt in die heute gültigen Stufen Toprope, Indoor und Outdoor basic, wobei die ersten drei Stufen lediglich umbenannt wurden, während die vierte Stufe verworfen wurde. In dieser Form wurde der ÖAV-Kletterschein im Jahr 2004 auch vom Alpenverein Südtirol in Zusammenarbeit mit dem ÖAV übernommen. 2005 startete der Deutsche Alpenverein eine inhaltlich an das österreichische Modell angelehnte Aktion mit einem zweistufigen Kletterschein in den Stufen Toprope und Vorstieg; seit dem Frühjahr 2013 gibt es beim DAV auch einen Kletterschein Outdoor. Der Fachbereich Natursport der Naturfreunde Deutschlands bietet seit einer Überarbeitung, die im Jahr 2017 abgeschlossen wurde, einen dreistufigen Kletterschein an, mit den Ausbildungsstufen Toprope Indoor, Vorstieg Indoor und Vorstieg Outdoor.

## Zielsetzung und Selbstverständnis
Wie unter anderem Studien der DAV-Sicherheitsforschung gezeigt haben, werden beim Sichern und Klettern in Kletterhallen viele Fehler gemacht. Durch die Einführung des Kletterscheins sollen der Ausbildungsstand der Kletterer verbessert und Fehler vermieden werden. Mit dem Kletterschein wird eine Art Nachweis geschaffen, dass der Inhaber das Klettern und vor allem das Sichern richtig erlernt hat. Bei Kletterkursen kann das Ziel der Abschluss Kletterschein sein. Aber auch Autodidakten können die Prüfung für den Kletterschein ablegen und damit nachweisen, dass ihr Wissen auf dem neuesten sicherungstechnischen Stand ist.
Der Kletterschein des ÖAV richtet sich dabei vor allem an Kinder und Jugendliche und soll ihnen als Motivation dienen, das Sichern richtig zu erlernen. Dagegen macht der DAV keine eindeutigen Angaben über das Alter der Zielgruppe, er nennt lediglich ein Mindestalter von ungefähr zehn Jahren für den Kletterschein Toprope und von zwölf Jahren für den Kletterschein Vorstieg.
Bei allen vier Vereinen ist der Kletterschein in eine Sicher Klettern genannte Aktion eingebunden, die mit Plakaten in Kletterhallen für sicheres Klettern und den Kletterschein wirbt. Zusätzlich zum scheckkartengroßen Kletterschein erhält jeder, der die Prüfung bestanden hat, eine Broschüre, in der die Ausbildungsinhalte zusammengefasst sind. Alle vier Vereine betonen, dass es sich beim Kletterschein um einen Nachweis auf rein freiwilliger Basis handelt, der eher mit einem Leistungsabzeichen als mit einem Führerschein verglichen werden kann. Er soll ausdrücklich nicht als Legitimation zum Klettern oder als Garantie für unfallfreies Klettern angesehen werden.

## Prüfungsinhalte
Die Inhalte für die Prüfungen sind im Wesentlichen bei allen vier Vereinen gleich. Aus diesem Grund werden hier der Einfachheit halber die Prüfungsinhalte des ÖAV angegeben und Abweichungen fallweise gekennzeichnet.

### KletterscheinToprope
Der Kletterschein Toprope richtet sich vor allem an Anfänger nach einem Einsteigerkurs. Die Prüfung beinhaltet das richtige Anseilen und das richtige Einlegen der Sicherung. Weiterhin umfasst sie den Partnercheck und die Kontrolle der eigenen Sicherung sowie das richtige Ablassen. Durch die im Kletterschein Toprope geforderten Kenntnisse soll der Kletterer in der Lage sein, selbständig im Toprope zu klettern und zu sichern.
Es werden speziell folgende Punkte geprüft:
- Richtiges Anlegen des Hüftgurtes
- Einbinden mit gestecktem Achter oder Einbinden mit Achterschlinge und Schraubkarabiner
- Partnercheck: gegenseitige Kontrolle der Kletterpartner vor dem Losklettern. Folgende Punkte sind zu überprüfen:
  - Gurt geschlossen?
  - Anseilknoten richtig geknüpft?
  - Sicherungsgerät richtig eingelegt?
  - Karabinersicherung geschlossen?
  - Seilende abgeknotet?

Alle Punkte müssen durch Anfassen, nicht nur durch Hinsehen kontrolliert werden. Damit soll verhindert werden, dass Fehler übersehen werden, die oberflächlich betrachtet korrekt aussehen. Bei Sicherung mit Halbautomat (Grigri) erfolgt ein Blockiertest.
- Seilkommandos müssen beherrscht werden: Zu, Ist zu und Ablassen
- Korrektes Sichern und langsames, kontrolliertes Ablassen eines Kletterers im Toprope mit einem frei wählbaren Sicherungsgerät
- Klettern einer Route im Toprope
- Sichere (redundante) Umlenkung beachtet
- Sinngemäße Nennung aller relevanten Kletterregeln (nicht beim DAV)
- Falltest in der Rolle des Kletternden und Sichernden absolviert (nur beim DAV)

### KletterscheinIndoor(ÖAV/AVS) beziehungsweiseIndoor Vorstieg(DAV/Naturfreunde)
Zusätzlich zu den im Kletterschein Toprope geforderten Kenntnissen werden folgende Techniken geprüft:
- Vorbereiten des Seils vor dem Klettern
- Direktes Einbinden mit gestecktem Achter oder doppeltem Bulin (die Naturfreunde empfehlen ausschließlich den gesteckten Achterknoten)
- Partnercheck
- Beachtung des Gewichtsunterschieds zwischen Kletterer und Sicherndem
- Spotten des Kletterers bis zum ersten Haken (nicht mehr vom DAV empfohlen, wird aber teilweise noch gelehrt[5])
- Sichern und Ablassen einer Person im Vorstieg unter Beachtung des richtigen Standorts des Sichernden und der Vermeidung von unangemessenem Schlappseil beim Sichern, insb. solange Bodensturzgefahr besteht.
- Klettern im Vorstieg: Der Kletterer soll hierbei auf die richtige Seilführung achten, insbesondere soll er nicht mit dem Fuß zwischen Seil und Wand stehen.
- Kontrolliertes Stürzen (nicht beim DAV)
- Verhalten an der Umlenkung
- Nennung aller relevanten Kletterregeln (nicht beim DAV)

Mit diesen Kenntnissen soll der Kletterer in einer Kletterhalle selbständig im Vorstieg klettern und andere Personen im Vorstieg sichern können.
Aufbauend auf den Vorstiegskletterschein hat der DAV im Jahr 2013 ein Sicherungs-Update eingeführt. Schwerpunkte dieser Fortbildung sind das richtige Stürzen und die Bedienung halbautomatischer Sicherungsgeräte. Zur Dokumentation der erfolgreichen Teilnahme wird eine Update-Marke ausgegeben, die auf den Vorstiegskletterschein aufgeklebt werden soll.

### KletterscheinOutdoor Basic(nur ÖAV/AVS) bzw.Outdoor(DAV/Naturfreunde)
Die Kenntnisse aus dem Kletterschein Outdoor Basic bzw. Outdoor sollen es dem Kletterer ermöglichen, sicher, selbständig und umweltbewusst in einem Klettergarten zu klettern. Die Prüfung für diesen Schein findet im Allgemeinen in einem Klettergarten statt, in Ausnahmefällen kann die Prüfung bei schlechtem Wetter in einer Kletterhalle abgehalten werden, wenn diese über die nötigen Voraussetzungen verfügt. Zusätzlich zu den Kenntnissen aus dem Kletterschein Indoor wird geprüft:
- Partnercheck
- Klettern einer Route im Vorstieg: Beim Kletterschein Outdoor Basic wird zusätzlich das selbständige Einhängen von Expresssets unter Beachtung des Seilverlaufs geprüft.
- Umbauen beziehungsweise Durchfädeln am Umlenker: Es werden verschiedene Methoden zum Durchfädeln des Seils durch die Umlenkung akzeptiert, zusätzlich soll der Kletterer entsprechende Kommandos an seinen Sicherer geben, um diesen über sein Tun zu informieren.
- Fixieren des Sicherungsgerätes: Der Sicherer soll eine der Sicherungsoptionen Halbmastwurf, Tuber oder Achter, das unter Zug von oben steht, blockieren und anschließend wieder lösen können. (nicht beim DAV)
- Abseilen mit Kurzprusik: Der Prüfling soll zum Abseilen in folgender Reihenfolge vorgehen:
  - Eine Selbstsicherung mit vorbereiteter Bandschlinge am Abseilpunkt anbringen;
  - Das Seil durch den Abseilpunkt fädeln und die Seilenden mit jeweils einem Achter verknoten;
  - Das Seil ins Abseilgerät einlegen;
  - Den Kurzprusik anbringen und am Gurt befestigen
- Nennung aller relevanten Kletterregeln (nicht beim DAV)

## Kritik
Der Sinn und Nutzen des Kletterscheins ist unter Kletterern umstritten. Die Kritik zielt im Wesentlichen auf zwei Punkte ab:
- Richtiges und sicheres Sichern ist eine sehr komplexe Tätigkeit, die sich nach Ansicht der meisten Kletterer nicht innerhalb einiger Stunden oder Tage erlernen lässt. Ein solcher Kurs kann nur die Grundprinzipien vermitteln, eine sichere und situationsangepasste Handhabung erfordert dagegen viel Übung und Erfahrung. Viele Kletterer begrüßen deshalb zwar, dass durch die Einführung des Kletterscheins beim Kenntnisstand ein gewisses Grundniveau erreicht werden soll; sie befürchten jedoch, dass viele Anfänger den Kletterschein als Bestätigung ansehen, klettern und sichern zu können, und daraufhin aufhören, ihr Wissen zu erweitern. Dies würde dazu führen, dass die Kletterer sich ihrer Selbstverantwortung und der Notwendigkeit, ihr Handeln zu hinterfragen und der Situation anzupassen, nicht mehr bewusst sind und sich stattdessen nur noch so verhalten, wie sie es gelernt haben, ohne die Richtigkeit für den Einzelfall zu prüfen. Insbesondere die Bezeichnung „Vorstieg“ des DAV könnte bei Anfängern den Eindruck erwecken, draußen sicher klettern zu können, obwohl es sich hier lediglich um einen Indoor-Vorstiegsschein handelt, wie er auch in Österreich sinnigerweise bezeichnet wird. Neue Kletterscheine des DAV werden nach erfolgreicher Prüfung mittlerweile nur noch mit der Bezeichnung Indoor-Vorstieg ausgegeben.[1]

- Der zweite Kritikpunkt betrifft die Unverbindlichkeit des Kletterscheins. Alle drei Alpenvereine betonen, dass der Kletterschein weder verbindlich ist, noch eine Legitimation oder eine Garantie für Unfallfreiheit darstellt. Viele Kletterer befürchten jedoch, dass es ähnlich wie beim Tauchschein, der ebenfalls nicht verbindlich vorgeschrieben ist, zu einer Art Quasi-Standard kommt, indem Kletterhallenbetreiber nur noch Kletterscheininhaber in ihre Kletterhallen lassen oder Versicherer die Haftung bei Unfällen ablehnen, wenn der Unfallverursacher keinen Kletterschein vorweisen kann. Dies würde dazu führen, dass das Ergebnis einer relativ einfachen Prüfung höher bewertet würde als die tatsächliche Erfahrung des Kletterers.